# Cornicandovia australica
Cornicandovia australica är en insektsart som först beskrevs av Ludwig Redtenbacher 1908.  Cornicandovia australica ingår i släktet Cornicandovia och familjen Diapheromeridae. Inga underarter finns listade i Catalogue of Life.